# هيلموت فون مولتكه
هيلموت فون مولتكه (بالألمانية: Helmuth von Moltke) (مواليد 26 أكتوبر من عام 1800- 24 أبريل من عام 1891) هو قائد بروسي تولى رئاسة أركان الجيش البروسي (الذي صار الجيش الألماني بعد تأسيس الإمبراطورية الألمانية عام 1871) من 1857 إلى 1888 لمدة ثلاثين عامًا، يُعتبر صانعًا لطريقة جديدة أكثر حداثة في توجيه الجيوش في الميدان. قاد جيوشه في أوروبا والشرق الأوسط، كما كان قائدًا خلال حرب شليسفيغ الثانية، والحرب البروسية النمساوية، والحرب الفرنسية البروسية. يوصف تجسيد «للتنظيم العسكري البروسي والعبقرية التكتيكية». كان مفتونًا بالسكك الحديدية ورائدًا في استخدامها العسكري. يشار إليه غالبًا باسم مولتكه الأكبر لتمييزه عن ابن أخيه هيلموت يوهان لودفيج فون مولتكه، الذي قاد الجيش الألماني عند اندلاع الحرب العالمية الأولى.

## النشأة
ولد مولتكه في بارشيم، في دوقية مكلنبورغ شفيرين؛ مولتكه نجل الجنرال الألماني أثناء الخدمة الدنماركية فريدريش فيليب فيكتور فون مولتكه (1768- 1845). استقر والده في عام 1805 في هولشتاين، ولكنه كان فقيرًا في الوقت الذي أحرق فيه فرنسيو الإمبراطورية الفرنسية الأولى منزله الريفي ونهبوا منزله في البلدة في لوبيك، حيث كانت زوجته وأطفاله خلال حرب التحالف الرابع بين عامي 1806-1807. لذلك نشأ مولتكه الشاب في ظل ظروف صعبة.
قرر مولتكه في الحادية والعشرين من عمره دخول الخدمة العسكرية البروسية، على الرغم من فقدانه لأقدميته. في عام 1822، أصبح ملازمًا ثانيًا في فوج المشاة الثامن المتمركز في فرانكفورت. في الثالثة والعشرين من عمره، سُمح له بدخول مدرسة الحرب العامة (التي سميت فيما بعد الأكاديمية العسكرية البروسية)، حيث درس السنوات الثلاث كاملةً، وتخرج منها في عام 1826.

## نظرية مولتكه الخاصة بالحرب
على عكس أنطوان هنري جوميني -الذي شرح نظام القواعد- كان مولتك تلميذًا لكارل فون كلاوزفيتز واعتبر الاستراتيجية العسكرية بمثابة فن تطبيقي للتكيف مع الوسائل من أجل تحقيق الغايات. لقد طور أساليب نابليون وفقًا لظروفه المتغيرة في عصره، وكان أول من أدرك القوة الدفاعية العظيمة للأسلحة النارية الحديثة، وأدرك أن الهجوم عن طريق الإحاطة بقوات العدو أصبح أكثر صعوبة من محاولة اختراق مقدمة العدو.
كانت إحدى استراتيجيات مولتكه الخاصة به -والتي تظهر في جميع خططه خلال الحرب مع روسيا وفرنسا- ما يُطلق عليه «إستراتيجية دفاعية هجومية»، وهي قيام جيشه بالمناورة عن طريق قطع خطوط التواصل بين قوات العدو ثم اختراق صفوف العدو وهزيمة قواته التي تحاول إعادة إنشاء خطوط الاتصال الخاصة به كنوع من العمل الدفاعي.
فكر مولتكه في تكتيكات نابليون في معركة بوتزن -عندما قام الإمبراطور بإحضار فيالق ميشال نيي- القادمة من مسافة بعيدة لمواجهة جناح الحلفاء، بدلًا من توحيدها بقواته الخاصة قبل المعركة؛ وقد استخلص هذا الاستنتاج أيضًا من العمل المشترك للحلفاء في معركة واترلو. بالإضافة إلى ذلك، أدرك مولتكه أن الزيادة في القوة النارية قللت من خطر هروب المُدافع معرضًا قواته لخطر التقسيم، في حين أن الزيادة في حجم الجيوش جعلت المناورات الخارجية أكثر عملية.
في نفس الوقت، وضع مولتكه شروط مسير الجيش وتزويده (بالمعدات أو الطعام). يمكن نقل فيلق واحد فقط من الجيش على نفس الطريق في اليوم الواحد؛ لأن وضع اثنين أو ثلاثة من الفيالق على نفس الطريق يعني أنه لن يمكن الاستفادة من الفيالق الخلفية في المعركة الدائرة على الجبهة. لا يمكن إطعام الفيالق المتعددة المتمركزة مع بعضها البعض في منطقة صغيرة لأكثر من يوم أو يومين. وفقًا لذلك، اعتقد أن جوهر الاستراتيجية العسكرية في يومه يكمن في الترتيبات اللازمة لفصل فيالقه (جيوشه) أثناء المسير وإعادة تجميعها في الوقت المناسب للمعركة. من أجل جعل الجيش الكبير قابلًا للإدارة، قسم قواته إلى جيوش منفصلة أو مجموعات الفيالق، يقود كل مجموعة قائد مُخول بتنظيم تحركاتها وعملها وفقًا لتعليمات القائد الأعلى فيما يتعلق بتوجيهها والغرض من عملياتها.
أدرك مولتكه أيضًا أن التوسع في حجم الجيوش منذ عشرينيات القرن التاسع عشر جعل من المستحيل بشكل أساسي فرض السيطرة على كامل الجيش كما فعل نابليون أو ولنجتون في المعركة. يتعين على المرؤوسين استخدام المبادرة والحكم المستقل كي تكون القوات فعالة في المعركة. لذلك، ينبغي على الحملة الكلية أو خطط المعركة التشجيع على اللامركزية التي ستكون ضرورية بكل الأحوال واستغلالها. من خلال هذا المفهوم الجديد، طُلب من قادة الفصائل البعيدة المبادرة في صنع القرار، وأكد فون مولتكه على فوائد تطوير الضباط القادرين على القيام بذلك ضمن حدود هدف القائد الأعلى.
أنجز مولتكه ذلك عن طريق توجيهات توضح نواياه، بدلًا من الأوامر التفصيلية، وكان على استعداد لقبول الانحرافات عن توجيهاته بشرط أن يكون ذلك ضمن الإطار العام للمهمة. بقي فون مولتكه على هذا الرأي بحزم الذي أصبح فيما بعد أساسًا لجميع النظريات العسكرية الألمانية، خاصة بالنسبة إلى دليل الجنود الميداني تروبنفورونغ.
كانت فكرة مولتكه الرئيسية أن الاستراتيجية العسكرية يجب أن تُفهم على أنها نظام من الخيارات إذ أنها قادرة على التخطيط لبدء عملية عسكرية فقط. ونتيجة لذلك، اعتبر أن المهمة الرئيسية للقادة العسكريين تتمثل في الإعداد الشامل لجميع النتائج المحتملة. يمكن تلخيص فكرته بعبارتين، إحداهما مشهورة والأخرى أقل شهرة، تُترجم الأولى إلى اللغة العربية بالشكل الآتي «لا توجد خطة للعمليات العسكرية تمتد بشكل واضح إلى أبعد من اللقاء الأول مع القوة الرئيسية للعدو» (أو «لا توجد خطة تنجو من الاحتكاك مع العدو») و«الاستراتيجية العسكرية هي نظام من الحيل».

## مسيرته العسكرية
- قاد الجيش البروسي إلى النصر في معركة كونيغراتس ضد النمساويين في الحرب النمساوية البروسية عام 1866.
- قاد الجيش البروسي إلى النصر في معركة سيدان عام 1870 ضد الفرنسيين في الحرب الفرنسية البروسية.
- أُعطى لقب غراف (كونت) عام 1870، ثم رُقي إلى رتبة الماريشال (المشير) في العام التالي.
- تقاعد من رئاسة الأركان عام 1888.
- هو عم هيلموت فون مولتكه رئيس أركان الجيش الألماني في بداية الحرب العالمية الأولى.

## روابط خارجية
- هيلموت فون مولتكه على موقع الموسوعة البريطانية (الإنجليزية)
- هيلموت فون مولتكه على موقع إن إن دي بي (الإنجليزية)